# محي الدين محمد
محي الدين محمد (بالبوكمول: Mohyeldeen Mohammad) (مواليد 1986) هو إسلامي نرويجي عراقي، وناشط سياسي مرتبط بجماعة أمة النبي، أصبح شخصية مثيرة للجدل في النرويج بعد أن ذكر أن البلاد في حالة حرب مع المسلمين، كان طالبًا شرعيًا في الجامعة الإسلامية بالمدينة المنورة بالمملكة العربية السعودية.

## نشأته
ولد محي الدين في مانشستر بإنجلترا في عام 1986، هاجرت عائلته إلى النرويج في عام 1989، واستقر مع عائلته في لارفيك. في سبتمبر 2006 غيّر اسمه قانونيًا إلى «جيوفاني»، أي ما يعادل اللغة الإنجليزية «جون»، ثم عاد إلى اسمه الأصلي في يناير 2007. بدأ دراسة الشريعة الإسلامية في الجامعة الإسلامية بالمدينة المنورة في المملكة العربية السعودية في سبتمبر 2009. وفي مارس 2010 طُرد من الجامعة لكونها تعتبره «ناشطًا سياسيا»، لكنه استأنف الحكم، وسُمح له بمواصلة الدراسة في الجامعة.
أثناء وصول محي الدين إلى المدينة المنورة في 8 سبتمبر 2011، اعتقلته السلطات السعودية. ووفقًا للشرطة السعودية جاء اعتقاله نتيجة «معلومات» من السلطات النرويجية، رغم أنه لم يكن من الواضح ما هي تهمه، وعاد إلى النرويج في 12 سبتمبر 2011.

## نشاطاته
أصبح محي الدين معروفًا في الأوساط النرويجية بعد إلقائه خطابًا خلال مظاهرة شارك فيها 3000 مسلم في أوسلو في 12 فبراير 2010، ضد صحيفة داغبلاديت بعد أن طبعت رسماً كاريكاتوريًا يسيء إلى التبي محمد، وقال خلالها محي الدين: «متى ستفهم الحكومة النرويجية ووسائل الإعلام هذه المسألة الخطيرة؟ ربما ليس قبل فوات الأوان. ربما ليس قبل أن نحصل على 11 سبتمبر على الأراضي النرويجية. هذا ليس تهديدًا، ولكنه تحذير».

### الحرب الأهلية السورية
سافر محي الدين إلى سوريا في عام 2012، للمشاركة في الحرب الأهلية السورية، وبعد شهر واحد نشر فيديو على موقع يوتيوب حذر فيه السلطات النرويجية من «نشر الأكاذيب»، عاد إلى النرويج في شتاء 2012، واصل نشاطه في جماعة أمة النبي، وجمع التبرعات لللاجئين السوريين.